# 610 Valeska
610 Valeska este un asteroid din centura principală, descoperit pe 26 septembrie 1906, de Max Wolf.